# Simba
Simba è un personaggio immaginario della Disney; è il leone protagonista del film del 1994 Il re leone e del suo omonimo remake del 2019, e co-protagonista nel film Il re leone 2 - Il regno di Simba, personaggio secondario nei film Il re leone 3- Hakuna Matata e Mufasa - Il re leone e nelle serie animate Timon e Pumbaa e The Lion Guard.
Inizialmente è l'erede al trono della "Rupe dei Re", in quanto figlio di Mufasa, il re della savana. In seguito, succederà al padre e regnerà su tutti gli animali dell'Africa, come Re Leone.
In swahili, simba significa "leone".

## Biografia del personaggio

### Il re leone(1994)
Nel primo film, Simba è figlio di Mufasa e Sarabi, i leoni sovrani della Savana africana. Fin da piccolo, il padre (che stima moltissimo) gli spiega come comportarsi per essere un re saggio e responsabile, ma il cucciolo preferisce sognare a quanto sarà bella la vita quando sarà il re e potrà fare tutto quello che vorrà. Un giorno lo zio Scar, che trama per uccidere Simba e Mufasa per diventare re, parla al nipote di un posto chiamato Cimitero degli Elefanti: Simba, incuriosito, si reca di nascosto al Cimitero assieme alla sua migliore amica Nala. Qui però i due vengono attaccati dalle tre iene Shenzi, Ed e Banzai, al servizio di Scar, ma vengono salvati da Mufasa, che attacca e scaccia le iene. Quella sera, Mufasa rimprovera il figlio per essere andato al Cimitero degli Elefanti e aver messo in pericolo se stesso e Nala. Poco dopo però i due si riappacificano affettuosamente; Mufasa, guardando il cielo stellato, dice a Simba che i grandi re del passato li guardano e proteggono da lassù.
Il giorno seguente, Scar porta Simba in una gola spiegandogli che suo padre vuole fargli una sorpresa e suggerendogli, prima di andarsene, di allenare il suo ruggito nell'attesa. Poco dopo però Shenzi, Ed e Banzai, come pianificato da Scar attaccano un immenso branco di gnu: la mandria impazzita si riversa nella gola dove si trova Simba. Mufasa, avvertito apposta dal fratello, accorre e salva il figlio, ma nel tentativo di scalare la gola viene scagliato nel precipizio da Scar e travolto dagli gnu in fuga. Simba, passata la mandria, si reca davanti al cadavere del padre e piange disperato. Scar sopraggiunge, fingendo di consolarlo e poi accusandolo di aver causato la morte di suo padre. Lo zio intima a Simba di fuggire e non tornare mai più, visto che nessuno lo vorrebbe per quello che ha fatto. Il leoncino, in fuga, viene inseguito dalle iene, ma riesce a salvarsi gettandosi in una foresta di rovi e poi fuggendo nel deserto.
Ormai lontano, il leoncino incontra Timon e Pumbaa (rispettivamente un suricato e un facocero) e comincia a seguire la loro filosofia dell'Hakuna Matata, cioè "Vivere Senza Pensieri" (e ovviamente senza responsabilità), crescendo con loro e lasciandosi alle spalle tutto il suo passato. Un giorno, però, il leone, ormai adulto, incontra nuovamente Nala, la sua amica d'infanzia. Tra i due nasce l'amore, ma quando la leonessa tenta di convincerlo a tornare e riprendersi il suo legittimo posto come sovrano (nel frattempo usurpato da Scar), lui si rifiuta ostinatamente, perché prova paura nel venire nuovamente a contatto con il suo passato. L'incontro però, turba profondamente Simba che comincia ad avere dei dubbi sul suo stile di vita attuale.
È a questo punto che entra in scena il saggio babbuino Rafiki, che lo aiuta a guardare dentro di sé e a parlare con lo spirito di Mufasa; quest'ultimo gli dice di ricordarsi chi veramente è, e lo esorta a riprendere il posto che gli spetta, alla "Rupe dei Re".
Simba, insieme a Nala, Timon e Pumbaa, giunge alla Rupe dei Re proprio dopo che Scar ha aggredito sua madre, Sarabi. Furioso, Simba ordina allo zio di farsi da parte, ma proprio allora Scar, con le iene dalla sua parte, costringe il nipote ad ammettere che è stato lui a causare la morte di Mufasa. Simba, incalzato da Scar, scivola giù dal ciglio della Rupe, rimanendo aggrappato sul bordo, mentre un fulmine si schianta e fa scoppiare un incendio. Scar, certo del suo trionfo e in procinto di gettare il nipote tra le fiamme, rivela a Simba di essere stato lui a uccidere Mufasa: Simba, mosso dalla rabbia, ritrova l'energia e si scaglia su Scar, che costretto al suolo, rivela ad alta voce la verità. Ha inizio una tremenda battaglia tra le leonesse e le iene, mentre Simba insegue Scar sulla Rupe: il perfido zio, messo all'angolo, tenta di addossare la colpa alle iene e finge di sottomettersi, ma poi attacca a tradimento Simba: i due leoni combattono e alla fine Simba getta Scar nel precipizio. Scar, sopravvissuto, viene circondato e divorato dalle iene fameliche e indispettite per il suo tradimento, la pioggia estingue l'incendio e Simba, vinta la battaglia, diventa finalmente il re del Terre del Branco, accoppiandosi con Nala e avendo una figlia, che sarà presentata davanti agli altri animali proprio come Rafiki fece con Simba.

### Il re leone 2 - Il regno di Simba(1998)
Nel secondo film, Simba è diventato padre di Kiara, una cucciola giocosa e cocciuta; è diventato un re saggio e rispettoso, impegnato a seguire alla perfezione l'esempio e le orme del padre (che in alcuni momenti lo guida ancora). Purtroppo, manifesta comunque due grandi debolezze, entrambe correlate al proprio passato e per le quali le sue indubbie qualità di sovrano sembrano vacillare: la prima è il pregiudizio verso i leoni rinnegati, per i quali mostra un'ostilità che solo la moglie e la figlia sembrano riuscire a placare; la seconda è il difficile compito di fare il padre, dato che i traumi vissuti quando era cucciolo lo hanno reso iper-protettivo con la figlia, rifiutandosi di lasciarla mai veramente sola.
Si preoccupa quando la figlia si innamora di Kovu, figlio della malvagia Zira ed erede di Scar. Sotto consiglio della moglie, decide di dare una possibilità al giovane e quindi, il giorno dopo, lo porta con sé in giro per le Terre del Branco, raccontandogli ciò che è accaduto realmente tra Mufasa, Scar e Simba stesso. Purtroppo, proprio in quel momento i due cadono in un'imboscata organizzata da Zira. Kovu rifiuta di ucciderlo, permettendogli di scappare, ma senza riuscire a spiegargli di non essere coinvolto con l'accaduto, quindi, quando Simba raggiunge a fatica la Rupe dei Re, è convinto della colpevolezza del giovane leone, che quando raggiunge a sua volta la Rupe dei Re, chiedendo perdono per non averlo avvertito, viene condannato all'esilio. Questo porta Simba ad un'accesa discussione con Kiara che, stanca di non essere mai ascoltata, lo sconvolge urlandogli che lui non sarà mai come Mufasa, per poi scappare. Prima di poter andare a cercarla, Simba scopre che Zira ed il resto delle leonesse rinnegate hanno dichiarato guerra, quindi il sovrano incarica Zazu di cercare Kiara, intanto che lui cerca di difendere il regno una seconda volta. La battaglia inizia, ma prima di poter finire intervengono Kiara e Kovu, nel frattempo riunitisi, che ordinano ai rispettivi genitori di fermarsi. All'inizio Simba sembra voler di nuovo non dare retta alla figlia, ma poi questa gli ricorda le parole che lui le ha sempre insegnato: siamo un'unica realtà, facendogli capire che questo dev'essere applicato a tutti quanti e perciò anche alle leonesse rinnegate. Vedendo la verità nelle parole della figlia, Simba offre di mettere fine alla guerra e di accogliere tutti alla Rupe dei Re, mentre Zira, irremovibile, rifiuta di dimenticare il passato e cerca di ucciderlo un'ultima volta, perdendo involontariamente la vita a causa dell'intervento di Kiara. La guerra è finita, quindi Simba chiede scusa a Kovu per averlo giudicato così in fretta e poi, mantenendo la promessa, accoglie tutti alla Rupe dei Re, in cui Kovu e Kiara si sposano, diventando futuri sovrani del regno, mentre lo spirito di Mufasa si congratula con il figlio per aver messo fine alla guerra e salvato le Terre del Branco un'altra volta.

### Il re leone 3 - Hakuna Matata(2004)
Nel terzo film (cronologicamente ambientato nello stesso periodo del primo), si vede il suo salvataggio da parte di Timon e Pumbaa e l'inizio della loro amicizia per iniziare la nuova vita con l'Hakuna Matata. Nel film si vede come Simba da cucciolo che fa dei giochi birichini con Timon e Pumbaa, e poi si vede sia cresciuto: lo vediamo adolescente nella sfida tra lui e Timon per mangiare lumache, che vengono nominate chiocciole (musiche di Ennio Morricone) e, successivamente, durante la riconquista del trono; infine, nonostante sia diventato veramente il re delle Terre del Branco, si gode anche con Timon e Pumbaa e gli altri suricati nella giungla a festeggiare la vittoria, lodando Timon come eroe per aver sconfitto le iene e salvato la colonia. Appare anche quando tutti gli altri personaggi appaiono per rivedere il film tutti insieme.

### The Lion Guard - Il ritorno del ruggito
Il protagonista di questa nuova avventura nelle Terre del Branco è Kion, il secondogenito di Simba e Nala. Mentre sua sorella Kiara viene preparata dal padre Simba per diventare regina, Kion preferisce spassarsela anche se presto diventerà il capo della Guardia del Leone con il suo amico Banga, un tasso del miele, fino a quando non esegue una tecnica chiamata Ruggito degli Antenati. Saprà presto da Rafiki che ai tempi del regno di Mufasa esisteva la Guardia del Leone, una squadra completamente formata da soli leoni con caratteristiche specifiche come la fierezza, la velocità, il coraggio, la vista più acuta e la forza e questa squadra aveva il compito di proteggere le Terre del Branco e in quel tempo il capo era niente meno che Scar, il fratello minore di Mufasa: esso si sentiva molto potente e così chiese alla sua squadra di aiutarlo a prendere il posto di Mufasa, ma la sua squadra si rifiutò, così Scar distrusse la Guardia del Leone usando il suo ruggito per scopi malefici e perse il suo potere per sempre. Ora tocca a Kion difendere le Terre del Branco con i suoi amici Banga, Fuli, Ono e Beshte, con i quali vivrà molte avventure.

### Timon e Pumbaa(1995-1999)
Nella serie Timon e Pumbaa, Simba da adulto appare in alcune puntate per diverse occasioni, ed è sempre un grande compagno di giochi di Timon e Pumbaa, nonostante sia diventato re comunque. Gli episodi in cui Simba appare principalmente sono: "Predatori", "La guardia del corpo" e "Il crollo dell'impero romano". Appare in cameo anche in alcune puntate della serie.

### Mufasa - Il Re Leone (2024)
Nel film Simba é assente a causa della gravidanza di Nala che sta aspettando nella giungla la nascita del nuovo cucciolo, e assegna a Rafiki, Timon e Pumbaa di sorvegliare sua figlia Kiara. Alla fine del film torna dalla figlia con Nala e con il suo nuovo cucciolo appena nato   

### The Lion Guard(2015-2019)
Nella serie The Lion Guard, Simba appare come un sovrano, marito e padre buono e saggio, amico della Guardia del Leone e degli animali delle Terre del Branco e, nella terza stagione, anche delle iene e delle leonesse Rinnegate.

## Altri media

### La saga diKingdom Hearts
Kingdom Hearts (2002) 
Nella trama di questo gioco, Simba ha il ruolo di essere un supporto nelle battaglie per Sora, Paperino e Pippo essendo diventato una pietra invocatrice dopo la distruzione del suo mondo nominato Terre del branco (che verrà rivelato solo nel secondo capitolo). Sora ottiene questa pietra da Leon che la considera un semplice portafortuna, solo dopo la conoscenza con mago Merlino e con la Fata Smemorina, capirà che è una pietra speciale e le chiederà di liberarlo. Quando evocato, attacca tutti i nemici davanti a lui con un potente ruggito che si può caricare.
 Kingdom Hearts: Chain of Memories (2004) 
Simba compare anche durante la visita di Sora al castello dell'Oblio. E continua ad essere sempre un supporto per Sora nelle battaglie. In realtà si tratta di un'immagine dei ricordi legata agli avvenimenti del primo capitolo (Kingdom Hearts), utilizzata dall'Organizzazione XIII per ostacolare Sora.
 Kingdom Hearts II (2005) 
 1ª visita 
Sora, Paperino e Pippo arrivano alle Terre del Branco per sigillare la serratura di questo mondo e durante le ricerche incontrano Nala che chiede aiuto al trio. La leonessa cerca qualcuno che possa spodestare Scar dal trono e il trio accetta, ma Rafiki esamina il trio e afferma che anche se potessero battere il tiranno, non sarebbero in grado di regnare sulle terre del branco. Durante l'incontro compare il malvagio Scar in compagnia del perfido Pietro Gambadilegno trasformato in un leone, che tenta di aggredire il trio che riesce a fuggire grazie a Nala. Durante la fuga Nala esclama che Simba, il figlio dell'ultimo re morto, Mufasa avrebbe dovuto regnare dopo la sua morte, ma che Simba era morto travolto dagli gnu quando era un cucciolo, ma il trio che aveva conosciuto Simba nella loro precedente avventura, le avvisano che è ancora vivo. Durante le ricerche Nala decide di attaccare un facocero e Simba l'aggredisce non riconoscendola. Il trio spiega a Simba che si tratta di Nala e cercano di convincerlo a tornare nelle Terre del branco senza riuscirci. Il leone cambierà idea solo dopo la visione del padre e deciderà di tornare a casa con l'aiuto del trio, di Nala e di Timon e Pumbaa. Dopo aver compreso il motivo della vera morte del padre avvenuta per mano di Scar, Simba combatterà da solo contro lo zio senza l'aiuto del trio, che invece interverrà solo quando Pietro Gambadilegno rivelerà che Scar è diventato un Heartless. Dopo la sconfitta dello zio tiranno, Simba sale al trono come nuovo re della savana, mentre Sora chiude la serratura di questo mondo.
 2ª visita 
Il trio torna nelle Terre del branco, e scopre da Shenzi, Banzai e Ed che il nuovo re non è in grado di dominare sul regno e increduli vanno alla Rupe dei re alla ricerca di Simba. Simba non crede nelle sue capacità dopo la comparsa del fantasma di Scar e chiedono spiegazioni a Rafiki che dice loro che dovrebbero cercare le tre iene per scoprire informazioni sul fantasma di Scar. Dopo lo scontro con le 3 iene riappare il fantasma di Scar e Simba fugge. Il leone acquista fiducia in sé stesso solo dopo che Nala è stata aggredita, e insieme a Sora sconfigge definitivamente il fantasma di Scar. Durante i titoli di coda del gioco, ci vengono mostrati Simba, Nala e Rafiki durante la presentazione di Kiara.
 Kingdom Hearts III (2019) 
A differenza di Kingdom Hearts II, le Terre del Branco non sono un mondo esplorabile, quindi Simba ritorna come evocazione tramite i Legami Link, ed è la terza invocazione ottenibile, venendo sbloccato dopo aver domato un incendio a Mostropoli. Quando evocato, Simba può usare l'elemento fuoco in battaglia, e sarà cavalcato da Sora finché l'evocazione non finisce. L'aspetto di Simba stesso è diverso quando viene evocato: diventa più grosso e viene coperto dalle fiamme, la sua pelliccia diventa arancione anziché giallo oro, i suoi occhi diventano pupille dorate, e la criniera diventa bianca.